# Noyau basal de Meynert

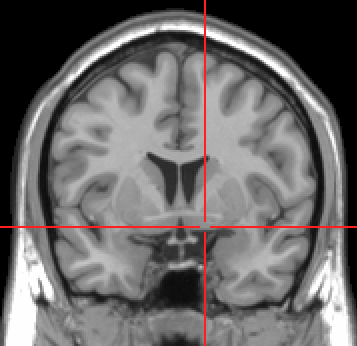
La coupe IRM coronale du cerveau montre l'emplacement de la Substantia innominata avec la croix rouge.

Le noyau basal de Meynert (NBM) ou Nucleus Basalis de Meynert, ou encore noyau basalis magnocellulaire est une structure nerveuse de la substantia innominata située à la base du cerveau (d'où son nom). Les neurones du NBM innervent l'ensemble du cerveau en neurotransmetteur acétylcholine. Le NBM participe à la régulation des niveaux d'éveil et de vigilance et au contrôle des cycles veille/sommeil. Les neurones du NBM sont atteints dans diverses maladies neurodégénératives comme la maladie d'Alzheimer ou la maladie de Parkinson et dans certaines démences associées. Le NBM a été décrit par le neuroanatomiste allemand Theodor Meynert.

## Localisation anatomique
Le NBM est situé ventralement à la commissure antérieure sur la face basale du télencéphale (ou prosencéphale basal) dans le plan médian.

## Neurophysiologie
Les neurones du NBM sont pour la plupart cholinergiques ou GABA-ergiques.
Les neurones cholinergiques contribuent jusqu'à 70 % de la synthèse d'acétylcholine corticale et innervent toute la surface du cortex, dont notamment le cortex cingulaire, ainsi que l'hippocampe et l'amygdale. Ces neurones sont parfois désignés sous le terme Ch4 selon la nomenclature introduite par Mesulam pour différencier les différents groupes de neurones cholinergiques du prosencéphale basal. Au sein du groupe Ch4, on peut aussi distinguer six sous-groupes : anteromédial (Ch4am), antérolatéral (Ch4al), antéro-intermédiaire (Ch4ai), intermédiodorsal (Ch4id), intermédioventral (Ch4iv) et postérieur (Ch4p). Ils contribuent aussi dans une grande mesure à la synthèse de l'enzyme choline acétyltransférase qui catalyse la transformation de la choline et du précurseur acétyl-coenzyme A en acétylcholine.
Via leurs afférences GABA-ergiques sur les neurones inhibiteurs (cingulaires et autres), les neurones du NBM contrôlent la levée d'inhibition sur les autres régions corticales et participent à l'élévation du niveau d'éveil.
Par rapport à leurs efférences, nombreuses, les neurones du NBM reçoivent des projections d'une partie très limitée du télencéphale, essentiellement des régions limbiques : cortex orbitofrontal, insula antérieure, pôle temporal, cortex prépyriforme, cortex entorhinal et cortex temporal médial.

## Pathologie
La maladie d'Alzheimer ou la maladie de Parkinson s'accompagnent souvent d'une dégénérescence neuronale dans le NBM associée à une démence. En particulier, dans la démence à corps de Lewy, les neurones du NBM sont envahis par des inclusions de structures protéiques, les corps de Lewy qui entrainent une déplétion cellulaire dans les populations envahies (qu'elles soient cholinergiques comme dans le NBM ou dopaminergiques dans la voie nigrostriatale)
La perte neuronale au niveau du NBM conduit à un déficit cholinergique qui se traduit par des perturbations cognitives (troubles mnésiques, de l'apprentissage, attentionnels et/ou exécutifs). La plupart des traitements pharmacologiques de la démence consistent à augmenter l'activité cholinergique, soit par un apport exogène, soit par un apport d'agonistes cholinergiques ou d'inhibiteurs de cholinestérases, enzymes responsables de la dégradation du neurotransmetteur.